# Ечи
Ечи (от японски: エッチ) е стил в манга и аниме, в основата на който е сексуално провокативно съдържание, но изключващо директно изобразяване на секс.
Типични (характерни) черти за ечи са къси дрехи, бельо, също така измокрени дрехи. В ечи се изразяват само слабо ерогенни зони, като гърдите (без зърната).